# 孙军 (1971年)
孙军（1971年1月—），浙江绍兴人，汉族，中国农工民主党党员。中华人民共和国政治人物、第十三届全国人民代表大会浙江省代表。

## 生平
2018年，孙军被选为浙江省出席第十三届全国人民代表大会代表。